# Мейланова, Унеизат Азизовна
Унеизат Ази́зовна Мейла́нова (лезг. Мейланрин Унеизат Азизан руш; 1 мая 1924, Касумкент, ныне С. Стальский район — 28 июля 2001) — советский и российский лингвист и общественный деятель, доктор филологических наук (1965), профессор, заслуженный деятель науки РСФСР (1975) и ДАССР.

## Биография
Родилась 1 мая 1924 года (по другим данным в 1925 г.) в Касумкенте, ныне Сулейман-Стальский район Дагестана. После окончания средней школы поступила на филфак Даггоспединститута им. С. Стальского (ныне ДГУ), где была сталинской стипендиаткой. После окончания института её направляют на учёбу в аспирантуру Института языкознания АН СССР (Москва).
В 1952 году стала первой женщиной, защитившей в Институте языкознания АН СССР диссертацию на научную степень кандидата филологических наук. В 1965 году на специальном совете в Институте языкознания Грузинской ССР защитила докторскую диссертацию на тему — «Лезгинская диалектология».
С 1947 года работала в Институте языка, литературы и искусства ДНЦ РАН. С 1969 по 1990 годы — зав. отделом бесписьменных языков Института. В 1950-60 годах — зав. кафедрой дагестанских языков ДГПИ им. С. Стальского.
Воспитала двух сыновей, один из которых Энвер Шейхов профессор, доктор филологических наук, сотрудник Института языкознания РАН.

## Научная деятельность
Мейланова специализировалась в области грамматики, диалектологии, лексикологии дагестанских литературных и бесписьменных языков. Организовывала научно-исследовательские экспедиции, активно участвовала в научных конференциях, в том числе международных.
Мейланова вела работу по исследованию бесписьменных лезгинских языков на территории Дагестана и Азербайджана. Изданный ею «Будухско-русский словарь» фактически активизировал исследования и издание словарей багвалинского, бежтинского, гинухского, годоберинского, гунзибского, каратинского, тиндинского, хиналугского, чамалинского языков. Под её руководством и участием была подготовлена и издана сравнительно-историческая монография по дагестанским языкам.
Мейланова является автором более 200 статей, опубликованных в научных журналах. Осуществляла руководство работой по созданию первой академической грамматики лезгинского языка, составление полного орфографического словаря.
Мейланова была руководителем и членом Комитета Лингвистического Атласа Европы, главным редактором журнала «Женщина Дагестана», членом Комитета советских женщин. Избиралась членом ряда научных советов при Отделении литературы и языка АН СССР, членом специализированных советов по защите докторских диссертаций Киевского университета им. Т. Г. Шевченко, Бакинского научно-исследовательского института им. Низами, членом специализированного совета по защите кандидатских диссертаций Даггосуниверситета, Кабардино-Балкарского государственного университета. Являлась членом редколлегии «Ежегодника иберийско-кавказского языкознания» (г. Тбилиси).

## Награды и премии
- Медаль «За доблестный труд в годы Великой Отечественной войны» (1943).
- Медаль «За оборону Кавказа» (1944).
- Золотая медаль Комитета советских женщин.
- Золотая медаль Комитета солидарности стран Азии и Африки[1].
- Восемь Почётных грамот Президиума Верховного Совета РСФСР и Республики Дагестана, Президиума АН СССР.
- Премия имени Арн. С. Чикобавы (1998).
- Заслуженный деятель науки РФ.
- Заслуженный деятель РД[2].

### Публикации
- Мейланова У. А. Типы образования повелительного наклонения глагола в лезгинском языке // Языки Дагестана. Вып. 2. Махачкала, 1954.- С. 264—271.
- Мейланова У. А. Функции эргативного падежа в лезгинском языке// Труды Института языкознания. Т. 3, 1954а. — С. 250—257.
- Мейланова У. А. Гилиярский смешанный говор и его место в системе лезгинских диалектов//Учен. Зап. ИИЯЛ. 1958. Т. 5. — С. 248—263.
- Мейланова У. А. Стальский говор лезгинского языка// Учен. Зап. ИИЯЛ. 1959. Т. 6. — С. 307—330.
- Мейланова У. А. Краткая характеристика гюнейского диалекта лезгинского * Мейланова У. А. Морфологическая и синтаксическая характеристика падежей лезгинского языка. Махачкала, 1960. — 181 с.
- Мейланова У. А. Морфологическая и синтаксическая характеристика падежей лезгинского языка. Махачкала, 1961
- Мейланова У. А. Очерки лезгинской диалектологии. М., 1964. — 417 с.
- Мейланова У. А. О категории грамматического класса в лезгинском язы-ке//Учен. Зап. ИИЯЛ. Т. 10. 1964. — С. 282—297.
- Мейланова У. А. Лезгинский язык // Языки народов СССР. Т. IV. Иберийско-кавказские языки. М., 1967. — С. 528—544.
- Мейланова У. А. Гюнейский диалект — основа лезгинского литературного языка. Махачкала, 1970. — 193 с.
- Мейланова У. А., Талибов Б. Б. Конструкции предложения с переходно-непереходными глаголами в лезгинском языке // Вопросы синтаксического строя иберийско-кавказских языков. Материалы 4-й региональной сессии по историко-сравнительному изучению иберийско-кавказских языков. Нальчик, 1977. — С. 265—272.
- Мейланова У. А. Звуковые процессы в консонантной системе юго-западных говоров кубинского наречия лезгинского языка // Фонетическая система дагестанских языков. Махачкала, 1981. — С. 13-26.
- Мейланова У. А. Ареальные изменения и развитие некоторых разрядов местоимений в лезгинском языке // Местоимения в языках Дагестана. Махачкала, 1983. — С. 4-11.
- Мейланова У. А. Будухско-русский словарь. М., 1984.
- Мейланова У. А. Основные вопросы формирования и функционирования категории числа в лезгинском языке // Категория числа в дагестанских языках. Махачкала, 1985. — С. 52-59.
- Мейланова У. А. Вводные слова и обращение как распространители предложения в лезгинском языке// Ежегодник иберийско-кавказского языкознания. Т. 13. 1986.- С. 199—207, рез. груз., англ.
- Мейланова У. А., Ганиева Ф. А. К характеристике некоторых терминов животного мира в лезгинском языке//0траслевая лексика дагестанских языков: Названия животных и птиц. Махачкала, 1988. — С. 5-13.
- Мейланова У. А., Ганиева Ф. А. Характеристика наименований деревьев и кустарников в лезгинском языке//Проблемы отраслевой лексики дагестанских языков: Названия деревьев, трав, кустарников. Махачкала, 1989. -С. 5-15.
- Мейланова У. А. Особенности выражения будущего времени в лезгинском языке// Выражение временных отношений в языках Дагестана. Махачкала, 1990. — С. 32-36.
- Мейланова У. А. Ещё раз о категории грамматического класса в лезгинском языке // Проблемы сравнительно-исторического исследования морфологии языков Дагестана. Махачкала, 1992. — С. 87-92.
- Мейланова У. А. К истории терминов животного мира в лезгинском языке // Ежегодник иберийско-кавказского языкознания. Т. 2. — С. 222—227, рез. груз., англ..
- Мейланова У. А., Талибов Б. Б. Преруптивы в консонантной системе лезгинского языка//Ежегодник иберийско-кавказского языкознания. Т. 14. — С. 263—269, рез. груз., англ.
- Мейланова У. А., Талибов Б. Б. Кубинское наречие как промежуточное звено в системе лезгинских диалектов// Диалектологическое изучения дагестанских языков. Махачкала, 1992. — С. 118—128.
- Мейланова У. А., Талибов Б. Б., Шейхов Э. М. Структурно-морфологическая характеристика лезгинской топонимической номенклатуры на территории Азербайджана// Дагестанская ономастика: Материалы и исследования. Вып. 2/ ИЯЛИ ДНЦ РАН. Махачкала., 1996. — С. 67-72.